# Seligenstadt bei Würzburg
Seligenstadt bei Würzburg (amtliche Bezeichnung Seligenstadt b.Würzburg) ist ein Gemeindeteil der Gemeinde Prosselsheim im unterfränkischen Landkreis Würzburg in Bayern. Das Dorf liegt auf freier Flur knapp 14 Kilometer nordöstlich von Würzburg.

## Geschichte
1935 errichtete die Deutsche Luftwaffe westlich des nach dem Gut Seligenstadt benannten Bahnhofs Seligenstadt (bei Würzburg) den Fliegerhorst Seligenstadt. Nach dem Zweiten Weltkrieg wurde ein Wohnlager für Heimatvertriebene aus den deutschen Ostgebieten eingerichtet. Aus diesem erwuchs die heutige Wohnsiedlung.

## Verkehr
Die Staatsstraße St 2260 führt durch den Ort. Von ihr zweigt Richtung Süden die Kreisstraße WÜ 5/KT 7 nach Gut Seligenstadt und Euerfeld ab.
In Nord-Süd-Richtung durchquert die Bahnstrecke Bamberg–Rottendorf mit dem Bahnhof Seligenstadt (b Würzburg) den Ort. Knapp nördlich beginnt am Haltepunkt Seligenstadt Mainschleifenbahn die Mainschleifenbahn Richtung Volkach-Astheim. Zwischen den Strecken besteht keine Gleisverbindung mehr.